# Trinat
El trinat és, en música, un ornament consistent en una alternança ràpida entre dues notes conjuntes (o graus conjunts) quasi sempre a una distància d'un semitò i d'un to. D'aquestes dues notes, la inferior es considera la principal i la superior la que actua com a ornament de l'anterior.
En la notació moderna, el trinat s'indica, habitualment, amb les lletres 'tr' a sobre de la nota que es considera principal en aquest trinat, o tan sols per una 't'. A vegades aquestes dues lletres han anat seguides d'una línia ondulada, i -sobretot a la música del Barroc i de principis del Classicisme- fins i tot s'ha expressat directament la línia ondulada sense les lletres.

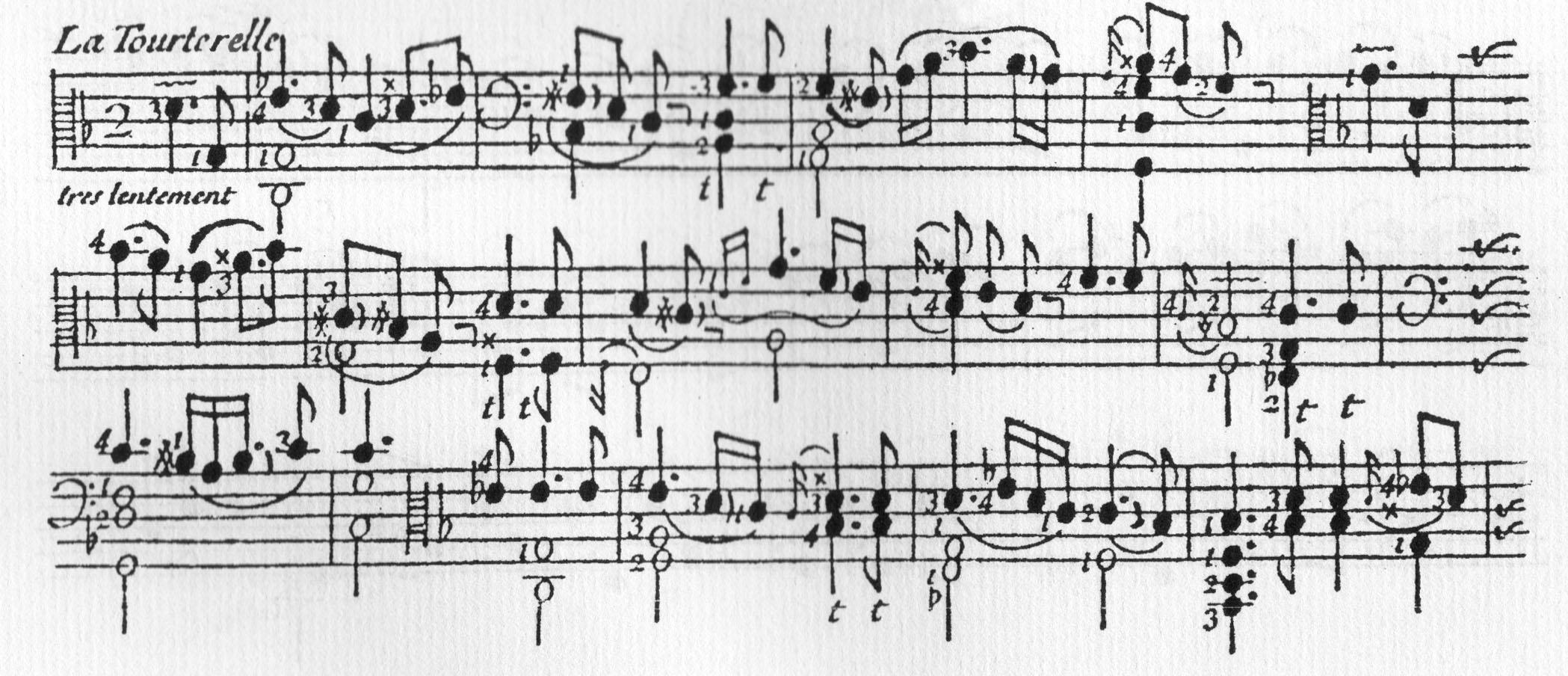
Començament de la composició La Tourterelle, de Mr Caix d'Hervelois, per a viola de gamba. La primera nota, la penúltima de la primera ratlla i algunes altres tenen la indicació de trinat

Les dues notacions que figuren a continuació són equivalents:
L'ús de tots dos signes aclareix el sentit del trinat quan, en cas contrari, es podria dubtar de si cal aplicar-lo a més d'una nota o a dues de lligades.
La manera habitual d'interpretar un trinat és alternant amb gran rapidesa entre ambdues notes, és a dir, entre la que figura a la partitura i la que seria la immediatament superior, en funció de la tonalitat en la qual estigui el passatge, llevat que el trinat indiqui de manera explícita una alteració.
Normalment s'explica que l'execució d'un trinat és com segueix:
De totes maneres, el cert és que habitualment aquesta alternança entre notes no és mesurada, no segueix un ritme regular i estipulat, i a vegades, al llarg de la durada del trinat, varia la rapidesa en l'alternança, normalment en el sentit d'accelerar-se. Aquestes diferències en la manera d'interpretar un trinat acaben essent, en definitiva, una qüestió tant de gust personal com d'aproximar-se a la manera com s'hauria interpretar en el context històric i cultural en el qual aquesta música fou creada.
 Un passatge breu que acaba amb un trinat. El primer cop s'interpreta amb el trinat i el segon cop, sense (?·pàg.)
A vegades el trinat s'interpreta començant per la nota superior; aquesta era una pràctica comuna en un nombre important de contextos de la música del Barroc. Semblantment, a vegades també es pot acabar de manera que la darrera alternança no sigui entre la nota principal i la superior sinó entre la principal i la inferior; d'aquesta manera el final del trinat s'assimila a un altre tipus d'ornament musical: el grupet (música).
Quan el tempo és ràpid i la nota és curta, pot ser que el trinat s'arribi a reduir a fer sonar la nota principal, la superior i altra vegada la principal, sense temps a cap més alternança. El nombre total de notes que componen un trinat depèn del tempo, de la figura musical a la qual s'aplica i de la forma com el toqui o el canti l'intèrpret.

## En estils específics
En la música del Barroc s'empraven un cert nombre de signes que permetien explicar diversos patrons de començaments i de finals dels trinats. En el seu Klavierbüchlein für Wilhelm Friedemann Bach, Johann Sebastian Bach fa una llista d'aquests tipus de signes i dona la forma correcta de resoldre'ls. Sempre que no hi hagués cap d'aquests signes específics, la interpretació del trinat quedava a gust de l'intèrpret. En general, però, els trinats es començaven per la nota auxiliar o superior, la qual cosa produïa un efecte harmònic de suspensió que es resolia al cap d'un moment en la nota principal. AIxò no es feia així quan la nota immediatament anterior a la trinada era la immediatament superior atès que d'aquesta manera l'efecte de suspensió ja havia sonat immediatament abans; llavors es començava per la nota principal.
Més enllà del període Barroc són molt rars els signes específics per als trinats. En el Classicisme, en el cas que no hi hagués cap indicació específica sobre el trinat, allò que s'esperava e l'intèrpret era, en essència, semblant al que s'esperava en el Barroc. Més tard, tots els trinats van passar a iniciar-se per la nota principal.